# الحمام (عفرين)
حمام (بالكردية: Hemam‏) هي قرية سوريّة تتبع إداريّاً لمحافظة حلب منطقة عفرين ناحية جنديرس. بلغ تعداد سكانها 848 نسمة حسب التعداد السكاني لعام 2004، و3,088 نسمة حسب قيود السجل المدني لنهاية عام 2005.
شُكلت قضاء كرداغ أو كرد طاغ عقب الانتداب الفرنسي على سوريا وذلك بموجب القرار 33 بتاريخ 4 أيلول 1922، وتألف هذا القضاء من أربع نواحٍ منها قرية الحمام، ومع ذلك وفي أواسط عقد الخمسينيات من القرن العشرين نُقل المركز الإداري لناحية الحمام إلى بلدة جنديرس، وقُسمت القرية بعد ضم لواء إسكندرون إلى تركيا إلى نصفين، قسم أصبح في الجانب التركي وسُمي "حمام الأتراك"، والقسم الأكبر في الجانب السوري وسُمي "الحمام".